# 高橋洋子
高橋洋子（1966年8月28日—），日本女性歌手，出身於東京都。身高：166 公分。現在所屬事務所為，唱片公司為KING AMUSEMENT CREATIVE。

## 簡歷
- 弟弟為音樂人高橋剛，弟媳為原偶像藝人松野有里巳（日语：松野有里巳）。
- 孩提時期曾經學習彈奏鋼琴，並且加入兒童合唱團。她曾經在手塚治虫動畫《神奇糖》（Marvelous Melmo）的片頭曲中擔任背景音，這收錄在CD中。
- 在正式出道前，於久保田利伸與松任谷由實的演唱會中，擔任背後合音。順帶一提在松任谷的演唱會中，奧井雅美也同時擔任背景合音。
- 在1996年的緒方惠美的演唱會中以特別來賓身分參加，並且與緒方演唱了二部合唱的「lost paradise」，也收錄在Live CD中。
- 高橋演唱的動畫《新世紀福音戰士》主題曲『殘酷天使的行動綱領』（残酷な天使のテーゼ）除了成為一種社會現象，也是個強打曲。
- 她擅長模仿，特別是小新與田中真紀子的聲音模仿相當出色。
- 高橋以神秘來賓參加2007年7月7日的「Animelo Summer Live 2007 Generation-A」，讓眾歌迷驚喜。
- 2023年11月25日應就肆電競與華碩電腦邀請，在WirForce舉辦戶外演唱會與簽名會，為WirForce首位海外表演來賓。

## 音樂作品

### 單曲

#### YAWMIN名義
|     | 發售日         | 名稱           | c/w曲                | 規格編號  | 最高位 |
| --- | -------------- | -------------- | -------------------- | --------- | ------ |
| 1st | 1991年1月16日  | Friends        | 地球のハテ?恋のハテ? | KTDR-2011 | 18位   |
| 2nd | 1993年10月21日 | 恋だ！パニック |                      | KTDR-2067 | 64位   |

#### 高橋洋子名義
|      | 發售日         | 名稱                            | c/w曲                                                                       | 規格編號   | 最高位 |
| ---- | -------------- | ------------------------------- | --------------------------------------------------------------------------- | ---------- | ------ |
| 1st  | 1991年10月9日  |                                 |                                                                             | PCDA-00234 | 圈外   |
| 2nd  | 1991年12月11日 | P.S. I miss you                 | P.S. I miss you (英語版本)                                                  | KTDR-6001  | 87位   |
| 3rd  | 1992年2月26日  | 靜寂 (SI·JI·MA)                 |                                                                             | KTDR-2032  | 42位   |
| 4th  | 1992年6月23日  |                                 | P.S. I miss you                                                             | KTDR-2047  | 38位   |
| 5th  | 1992年9月23日  | Woman's Love                    | Something in the Air                                                        | KTDR-2050  | 圈外   |
| 6th  | 1993年7月14日  |                                 | Little Bird                                                                 | KTDR-2063  | 66位   |
| 7th  | 1994年5月25日  |                                 | 絵ハガキ                                                                    | KTDR-2073  | 圈外   |
| 8th  | 1994年7月25日  |                                 | NON NON LOVER                                                               | KTDR-2105  | 圈外   |
| 9th  | 1994年10月26日 |                                 | 私をみつけて                                                                | KTDR-2116  | 圈外   |
| 10th | 1994年12月19日 |                                 | 地球の丘でダンスをしましょう あの頃に待ち合わせよう (AMBIENT MIX)           | KTDR-2123  | 圈外   |
| 11th | 1995年10月25日 | 殘酷天使的行動綱領（残酷な天使のテーゼ）          | 月の迷宮                                                                    | KIDA-114   | 27位   |
| 12th | 1996年5月25日  |                                 |                                                                             | KTDR-2157  | 圈外   |
| 13th | 1996年10月2日  |                                 | ウェンディーの瞳                                                            | KTDR-2169  | 圈外   |
| 14th | 1997年2月21日  | 魂之輪迴（魂のルフラン）                    | 心よ原始に戻れ                                                              | KIDA-146   | 3位    |
| 15th | 1999年1月27日  | We're the One                   | LET ME HEAR YOUR VOICE                                                      | PODH-1458  | 圈外   |
| 16th | 2002年12月4日  |                                 | 迷宮のリグレット                                                            | BRDA-1003  | 圈外   |
| 17th | 2005年5月18日  | WING                            | 白い翼で                                                                    | GNCA-0008  | 97位   |
| 18th | 2005年10月26日 |                                 | You are the one !                                                           | GNCA-0018  | 21位   |
| 19th | 2006年10月25日 |                                 | Change                                                                      | GNCA-0034  | 42位   |
| 20th | 2008年3月12日  |                                 | On/Off                                                                      | MJCD-23040 | 圈外   |
| 21st | 2008年8月27日  |                                 | Fantasy                                                                     | COCC-16172 | 174位  |
| 22nd | 2009年5月13日  | 殘酷天使的行動綱領 2009 VERSION | FLY ME TO THE MOON 2009VERSION One Little Wish                              | KICM-1272  | 22位   |
| 23rd | 2010年4月28日  |                                 | AveMaria_2010                                                               | KICM-1307  | 35位   |
| 24th | 2012年10月31日 | Wing Wanderer                   | GALAXY                                                                      | AMET-0008  | 圈外   |
| 25th | 2013年3月27日  |                                 | 宇宙の唄 -サークル・マインド-                                               | KICM-1440  | 86位   |
| 26th | 2015年1月21日  |                                 | 新しい星                                                                    | KICM-1565  | 39位   |
| 27th | 2017年3月22日  | Welcome to the stage!           | Who will know - furusato Who will know - 2017 Who will know - snedronningen | KICM-1747  | 104位  |
| 28th | 2018年6月20日  |                                 |                                                                             | KICM-3340  | 36位   |
| 29th | 2019年7月24日  |                                 |                                                                             | KICM-3362  | 142位  |

### 歌曲提供
| 演唱歌手           | 歌曲名稱             | 收錄                                                   | 日期           | 參與部分   |
| ------------------ | -------------------- | ------------------------------------------------------ | -------------- | ---------- |
| 林原惠             | My Dear              | 專輯《万能文化猫娘 SOUND PHASE-0II》                   | 1992年11月21日 | 作曲       |
| DoCo               | かがやく空ときみの声 | 專輯《亂馬½ DoCo☆Second》                              | 1994年12月16日 | 作詞、作曲 |
| 持田真樹           | ふたりの距離         | 單曲《会いたい気持ちでずっと》c/w曲                    | 1996年3月23日  | 作詞、作曲 |
| 石井聖子           | Gift                 | 專輯《Angelophany》                                    | 1997年9月20日  | 作曲       |
| 石井聖子           | Winter Picnic        | 專輯《Angelophany》                                    | 1997年9月20日  | 作曲       |
| 今井雄三、拜田祥子 | ママゴリラ           | 專輯《おかあさんといっしょ 最新ベスト おしりフリフリ》 | 2005年10月19日 | 作詞       |

### 和音參與
- 久保田利伸 - 「RANDY CANDY」
- 今井美樹 - 「横顔から I LOVE YOU」
- 遠藤由美 - 「DREAM AROMA」
- 松井菜櫻子 - 「一度だけの魔法」
- MORRIE（日语：MORRIE） - 「ファルスよ永遠に」、「眩暈を愛して夢をみよ」
- 鶴弘美 - 「Morning Star」
- 林原惠 - 「眠れない街で」、「私にハッピーバースデイ」、「STRAY CAT」、「Growing Up」、「瞳に銀河」、「Summer Vacation」、「ハートの行方 -MEMORIES FOREVER-」、「残酷な天使のテーゼ <AYANAMI Version>」、「Give a reason 〜Ballade Version〜」（兼和音編排）
- 貴島サリオ（日语：貴島サリオ） - 「芸能界でよかった」
- DoCo（日语：DoCo） - 「かがやく空ときみの声」（兼詞曲創作）
- Flying Dutchman - 「Don't Worry Be Happy (明日もあるし...)」
- MISATO、Rei、ASUKA - 「残酷な天使のテーゼ (Director's Edit. Version II)」
- 小森真奈美 - 「HAPPY RIDER」
- 石原慎一（日语：石原慎一） - 「WELCOME TO ROCKET!」[2]

## 演出

### 電台
- Yaw Yawoo Power（FM富士、1993年4月 - ?）
- Radio Libra（FM愛知、1993年5月 - ?）
- 高橋洋子のサウンドスケッチ（1998年1月 - ?）
- 林原惠的心路小站（林原めぐみのHeartful Station）（關西電台、不定期嘉賓演出）
- 林原惠的東京不羈夜（林原めぐみのTokyo Boogie Night）（TBS、不定期嘉賓演出）
- きらめき歌謡ライブ（NHK、2015年6月10日）
- 武部聡志のSESSIONS（JFN、2017年2月19日）
- 大竹まこと ゴールデンラジオ!（QR、2017年3月24日）
- 高橋南的「今後，要做什麼？」（高橋みなみの これから何する?）（TOKYO FM、2018年2月1日）
- 加藤裕介の横浜ポップJ（日本電台、2018年2月5日）
- 高橋洋子の あ〜ねっ!（2018年10月1日 -）

他

### 電視
- MUSIC STATION（朝日電視台、1992年10月16日）
- HEY!HEY!HEY!MUSIC CHAMP（富士電視台、2012年4月9日）
- ショーバト!（日本電視台、2012年10月1日）
- 家族で選ぶにっぽんの歌（NHK綜合、2014年3月29日）
- 超人氣法律諮詢事務所（行列のできる法律相談所）（日本電視台、2015年8月23日）
- 歌謡チャリティーコンサート（NHK綜合、2015年11月3日）
- Countdown LIVE Anisong Best100!（カウントダウンLIVE アニソン ベスト100!）（NHK BS Premium、2017年2月18日）
- ヒルナンデス!（日本電視台、2017年6月8日、2017年6月22日）
- 嵐的大挑戰（嵐にしやがれ）（日本電視台、2017年7月29日）
- 24小時電視 「愛心救地球」（24時間テレビ 「愛は地球を救う」）（日本電視台、2017年8月27日）
- 西川貴教の僕らの音楽（富士電視台NEXT、2017年9月14日）
- ミュージックステーションウルトラFES（朝日電視台、2017年9月18日）
- 坂崎幸之助のももいろフォーク村NEXT（富士電視台NEXT、2017年11月15日、2017年12月27日）
- Anison Days（BS11、2017年12月7日）
- 2017 FNS歌謡祭 第2夜（富士電視台、2017年12月13日）
- CDTVSP! 年越しプレミアライブ2017→2018（TBS、2017年12月31日）
- ミュージック・モア（TOKYO MX、2019年6月1日）
- ももいろ歌合戦（BS日視・日本放送・Abema TVなど、2019年12月31日）
- NHKバーチャル紅白歌合戦（NHK綜合、2020年1月1日）[3]

他

### 舞台
- ドラゴンクエストライブスペクタクルツアー（埼玉超級競技場、橫濱體育館等） 飾演 龍之女王

## 備註
1. ↑  結婚後隨夫姓為「塚本洋子」。

## 外部連結
- 高橋洋子 公式サイト -YOKO TAKAHASHI OFFICIAL WEB SITE- （页面存档备份，存于） - KING AMUSEMENT CREATIVE
- 高橋洋子 ﾀｶﾊｼ ﾖｳｺ Yoko Takahashi KING RECORDS OFFICIAL SITE （页面存档备份，存于）
- 高橋洋子的Facebook專頁
- 高橋洋子的Instagram帳戶
- 高橋洋子的X（前Twitter）

過去所屬唱片公司網站
- 高橋洋子 （页面存档备份，存于） - 日本環球音樂
- 高橋洋子 （页面存档备份，存于） - Funky Jam
- 高橋洋子 Official Web  - Geneon Entertainment